# Chase (série télévisée, 2010)
Pour les articles homonymes, voir Chase.
Cet article concerne la série télévisée de 2010. Pour la série télévisée de 1973, voir Chase.
Chase est une série télévisée américaine en 18 épisodes de 42 minutes créée par Jennifer M. Johnson et diffusée entre le 20 septembre 2010 et le 21 mai 2011 sur le réseau NBC et en simultané sur Citytv au Canada.
En Belgique, la série est diffusée depuis le 19 mai 2011 sur La Une, au Québec, depuis le 30 août 2011 sur Séries+, et en France, depuis le 19 octobre 2011 sur TF1 puis rediffusée à partir du 27 août 2013 sur HD1 en VM.

## Synopsis
Annie Frost est un Marshal à Houston (Texas). Elle pourchasse les criminels en fuite avec son équipe. Doté d'un caractère et ayant un comportement de casse-cou (ce qui lui vaut le surnom de cowboy par son équipe) elle tente le tout pour le tout afin de capturer un criminel quitte a se mettre en danger. 

## Distribution
- Kelli Giddish (VF : Anne Dolan) : Annie Frost
- Cole Hauser (VF : Eric Aubrahn) : Jimmy Godfrey
- Amaury Nolasco (VF : Laurent Morteau) : Marco Rodriguez
- Jesse Metcalfe (VF : Dimitri Rataud) : Luke Watson
- Rose Rollins (VF : Pauline de Meurville) : Daisy Ogbaa (épisodes 1 à 16)

### Invités
- Travis Fimmel : Mason Boyle (épisodes 1 et 8)
- Eddie Cibrian : Ben Crowley (épisodes 5, 6 et 17)
- Siena Goines (en) : Natalie (épisodes 11 à 13, et 17)
- Lana Parrilla : Isabella Cordova (épisode 12)
- Mo Gallini (en) : Hector Torres (épisodes 12 et 13)
- Yancey Arias : Pablo Cordova (épisodes 12 et 13)
- Michael Irby : Agent Felix Perez (épisodes 12 et 13)
- Darryl Cox (en) : Jared Porter (épisodes 14 à 16)
- William Sadler : William Frost (épisodes 17 et 18)

### Version française
- Société de doublage : Nice Fellow
- Direction artistique : Christèle Wurmser
- Adaptation des dialogues : Ludovic Manchette et Christian Niemiec

 Source et légende : version française (VF) sur RS Doublage

## Production
Le projet a débuté en septembre 2009, puis NBC a commandé le pilote en janvier 2010.
Le 10 mai 2010, NBC commande la série, puis une semaine plus tard lors des Upfronts, place la série dans la case du lundi à 22 h à l'automne.
En octobre 2010, satisfaite des audiences, NBC commande une saison complète, puis à la mi-novembre, annonce son déplacement de la série dans la case du mercredi à 21 h à la mi-janvier 2011, contre American Idol. Le 3 décembre, NBC réduit sa commande de 22 à 18 épisodes.
Un jour avant son retour en janvier, NBC repousse la série d'une semaine afin de prolonger une émission téléréalité, puis fait la même chose deux semaines plus tard pour finalement la retirer de l'horaire après seulement deux épisodes. Entre-temps, les acteurs principaux ont auditionné pour d'autres séries. Les cinq épisodes restants ont été diffusés les samedis soirs à partir du 23 avril.
Le 13 mai 2011, la série est officiellement annulée.

### Casting
Le casting a débuté en février 2010, dans cet ordre : Rose Rollins, Jesse Metcalfe, Cole Hauser, Amaury Nolasco et Kelli Giddish.
En juillet 2010, Eddie Cibrian décroche un rôle récurrent.

## Épisodes
1. L'Éternel Fiancé (Pilot)
2. Le Grand Méchant Loup (Repo)
3. Le Réveil du tueur (The Comeback Kid)
4. Folle de sa fille (Paranoia)
5. Le Golden Boy (Above the Law)
6. Vengeance aveugle (Havoc)
7. L'Imposteur (The Posse)
8. Victimes sur mesure (The Longest Night)
9. Premier Amour (Crazy Love)
10. Double Face (Under the Radar)
11. Faux Frère (Betrayed)
12. Mafia : Première partie (Narco: Part 1)
13. Mafia : Deuxième partie (Narco: Part 2)
14. Recherche mère célibataire (Father Figure)
15. Sept Ans de réflexion (Seven Years)
16. Le Tournoi (Roundup)
17. L'Homme de ses rêves (The Man At The Altar)
18. Annie (Annie)

## Audiences
Aux États-Unis, la série a été suivie par 5,3 millions de téléspectateurs pour un taux de 1,5 % sur les 18-49 ans. Les faibles performances de la série sur ce public clé sont l’une des principales raisons de son annulation précoce.